# Sudamericidae
Los sudamerícidos (Sudamericidiae) son una familia de mamíferos gondwanaterios que vivieron entre el Cretácico superior y el Mioceno. Su nombre se debe a que todos los primeros ejemplares fueron encontrados en Argentina, pero posteriormente se fueron encontrando también en los demás continentes que habían pertenecido a Gondwana. Entre sus miembros se incluyen Gondwanatherium del Cretácico argentino, Sudamerica del Paleoceno argentino, Lavanify y Vintana del Cretácico de Madagascar, Bharattherium (=Dakshina) del Cretácico de la India, y formas aún sin nombre del Eoceno de la Antártida (cercanamente emparentadas con Sudamerica) y del Cretácico de Tanzania. Posteriormente, se ha sugerido que Patagonia, un mamífero de la época Colhuehuapense del Mioceno del Cono Sur de Suramérica, sería también un sudamerícido.

La relación entre los distintos miembros del grupo es mostrada en el siguiente cladograma:
|  | Sudamerica                                                 |
|  |                                                            |
|  | \| \| Lavanify \| \| \| \| \| \| Bharattherium \| \| \| \| |
|  |                                                            |
|  | Lavanify                                                   |
|  |                                                            |
|  | Bharattherium                                              |
|  |                                                            |

|  | Lavanify      |
|  |               |
|  | Bharattherium |
|  |               |

|  | Sudamerica                                                 |
|  |                                                            |
|  | \| \| Lavanify \| \| \| \| \| \| Bharattherium \| \| \| \| |
|  |                                                            |
|  | Lavanify                                                   |
|  |                                                            |
|  | Bharattherium                                              |
|  |                                                            |

|  | Lavanify      |
|  |               |
|  | Bharattherium |
|  |               |

|  | Sudamerica                                                 |
|  |                                                            |
|  | \| \| Lavanify \| \| \| \| \| \| Bharattherium \| \| \| \| |
|  |                                                            |
|  | Lavanify                                                   |
|  |                                                            |
|  | Bharattherium                                              |
|  |                                                            |

|  | Lavanify      |
|  |               |
|  | Bharattherium |
|  |               |

|  | Sudamerica                                                 |
|  |                                                            |
|  | \| \| Lavanify \| \| \| \| \| \| Bharattherium \| \| \| \| |
|  |                                                            |
|  | Lavanify                                                   |
|  |                                                            |
|  | Bharattherium                                              |
|  |                                                            |

|  | Lavanify      |
|  |               |
|  | Bharattherium |
|  |               |